# Saint-Igeaux
Saint-Igeaux é uma comuna francesa na região administrativa da Bretanha, no departamento Côtes-d'Armor. Estende-se por uma área de 12,75 km². Em 2010 a comuna tinha 138 habitantes (densidade: 10,8 hab./km²).